# Assassinato do chefe da estação do Valongo
O Assassinato do chefe da estação do Valongo foi um crime cometido na Estação Valongo, em Santos no dia 6 de abril de 1884. Nessa data, o chefe da estação ferroviária do Valongo foi assassinado por um ex-funcionário da ferrovia. Posteriormente, o réu acabou perdoado numa reviravolta inesperada. O crime e seus desdobramentos foram alvo de muito interesse da sociedade no final do Império.    

## Antecedentes

### Vítima
Paulo Emílio Wilmesdorf nasceu em Dresden e imigrara com um irmão para o Brasil. Ingressou na São Paulo Railway e, até a época do crime, exercia a função de chefe da estação de Santos (Valongo) há 12 anos e era tido pela empresa como um empregado confiável. Casado, com sete filhos, tinha 40 anos de idade até o funesto acontecimento.

### Criminoso
Charles Jones era um cidadão inglês, que imigrou para o Brasil para trabalhar na São Paulo Railway. De constituição física corpulenta, logo passou a trabalhar na manutenção da via permanente, onde chegou ao cargo de inspetor, recebendo altos salários. De temperamento forte, bebia demasiadamente, quando se tornava violento. Apesar disso, era tido por trabalhador. Na altura do crime, possuía 39 anos.
Ambos eram amigos íntimos, de forma que Charles frequentava rotineiramente a casa de Paulo.

## Crime
Charles Jones havia se demitido da estrada e havia adquirido uma passagem de ida para a Inglaterra no vapor Targus para o dia 6 de abril de 1884. Naquela manhã, foi até a estação do Valongo se despedir do chefe Paulo Wilmesdorf. Permaneceram conversando animadamente na plataforma, enquanto assistiam a partida do comboio das 10h para São Paulo. Após a partida, o chefe despediu-se de Jones e dirigiu-se para a sala de bilheteria onde faria a conferência das passagens e o depósito da quantia no cofre da estação. Notando a porta da sala de bilheteria entreaberta, Jones ressurge por volta das 10h30-tranca a porta- e, com uma machadinha, desfere vários golpes na cabeça do chefe Wilmesdorf que desaba morto no chão da sala, após um breve grito de dor. 
Uma de suas filhas, que brincava próximo ao local ouviu gritos e avisou ao criado da família, Francisco Algarve. Ao tentar entrar na sala, nota a porta trancada e, após arrombá-la, recebe uma pancada na cabeça de Jones. Nisso surgem outros funcionários da estrada à porta da sala, que horrorizados, tentam conter Jones. 
| “                                                                       | Matei Paulo e mato quem se chegar! | ” |
| — Charles Jones, após ser interpelado por colegas momentos após o crime |                                    |   |

Após ameaçá-los com a machadinha, Jones foge da estação e lava o sangue de suas vestes no chafariz em frente à mesma. Alertados pelos gritos, surgem praças da Força Pública que o detém algumas centenas de metros da estação, fumando um charuto calmamente. A notícia da morte do chefe da estação ecoa pela cidade de Santos, que reforça a segurança da cadeia pública (para onde foi recolhido Charles Jones) para impedir um linchamento. No dia seguinte, Paulo Wilmesdorf é sepultado no cemitério público de Santos, onde o caixão foi acompanhado por centenas de moradores de Santos e funcionários da companhia, que custeou todas as despesas fúnebres.

## Julgamento
A defesa alegou insanidade, pois Jones havia dito em depoimento que Paulo lhe devia um quantia e postergava-lhe o pagamento. Daí, num momento de forte emoção, Jones tentou haver a quantia para viajar e cometeu o crime. Essa tese foi rechaçada após um exame clínico do réu, conduzido pelos doutores Silvério Martins Fontes (pai do poeta Martins Fontes) e Raimundo Soter de Araújo em 15 de maio de 1884. 
| “                                                                                       | ...Em resumo sobressai dos fatos observados a existência de uma simulação... | ” |
| — Silvério Martins Fontes e Raimundo Soter de Araújo, em trecho do laudo clínico do réu |                                                                              |   |

O julgamento foi afetado por uma pressão de cidadãos ingleses, incluindo alguns altos funcionários da ferrovia, que desejavam a liberdade de Jones. Durante o tempo preso, lhe foram fornecidas ferramentas para que conseguisse fugir da Cadeia Pública.
Charles Jones foi condenado à pena de prisão perpétua em 15 de março de 1885, a ser cumprida na Cadeia Pública de Santos, de onde tenta fugir por duas vezes. Com isso, a justiça o transfere para uma prisão mais segura, na Ilha de Fernando de Noronha.

## Conclusão
Durante seu período como interno de Fernando de Noronha, Jones apresenta comportamento exemplar. Por conta do isolamento da ilha, os víveres para a alimentação de prisioneiros e guardas eram trazidos por uma lancha que aporta ali uma vez por mês. Porém em março de 1892, a lancha do continente não aparece. As semanas passam e todos estão aflitos com a possibilidade de desabastecimento. Jones se oferece para ir pedir ajuda no continente, através de uma pequena jangada que constrói. A direção do presídio, sem outra alternativa, lhe autoriza (mesmo sabendo do risco de fuga). Jones alcança o continente e consegue auxílio das autoridades, que enviam as provisões necessárias. Por esse ato, acaba anistiado pelo presidente da Província de São Paulo, Campos Sales, em 15 de novembro de 1896. 